# Turning the Tables (film)
Turning the Tables er en amerikansk stumfilm fra 1919 af Elmer Clifton.

## Medvirkende
- Dorothy Gish som Doris Pennington
- Raymond Cannon som Monty Feverill
- George Fawcett som Freno Palmer
- Eugenie Besserer
- Kate Toncray som Spinks